# Перельштейн Рафаїл Якович
Перельштейн Рафаїл Якович — російський кінорежисер.

## З життєпису
Народ. 19 серпня 1909 р. Закінчив режисерський факультет Всесоюзного державного інституту кінематографії(1936).
Був асистентом і другим режисером у М.Донського у фільмах: «Як гартувалася сталь» (1942), «Райдуга» (1943), «Нескорені» (1945). Потім працював на різних студіях країни, де поставив стрічки: «Я зустрів дівчину», «Людина змінює шкіру» та ін.

## Фільмографія
- 1954 — «Син пастуха»
- 1957 — «Я зустрів дівчину»
- 1959 — «Людина змінює шкіру»